# Sindicola
Sindicola là một chi bướm đêm thuộc họ Cosmopterigidae.